# 塞尔福斯

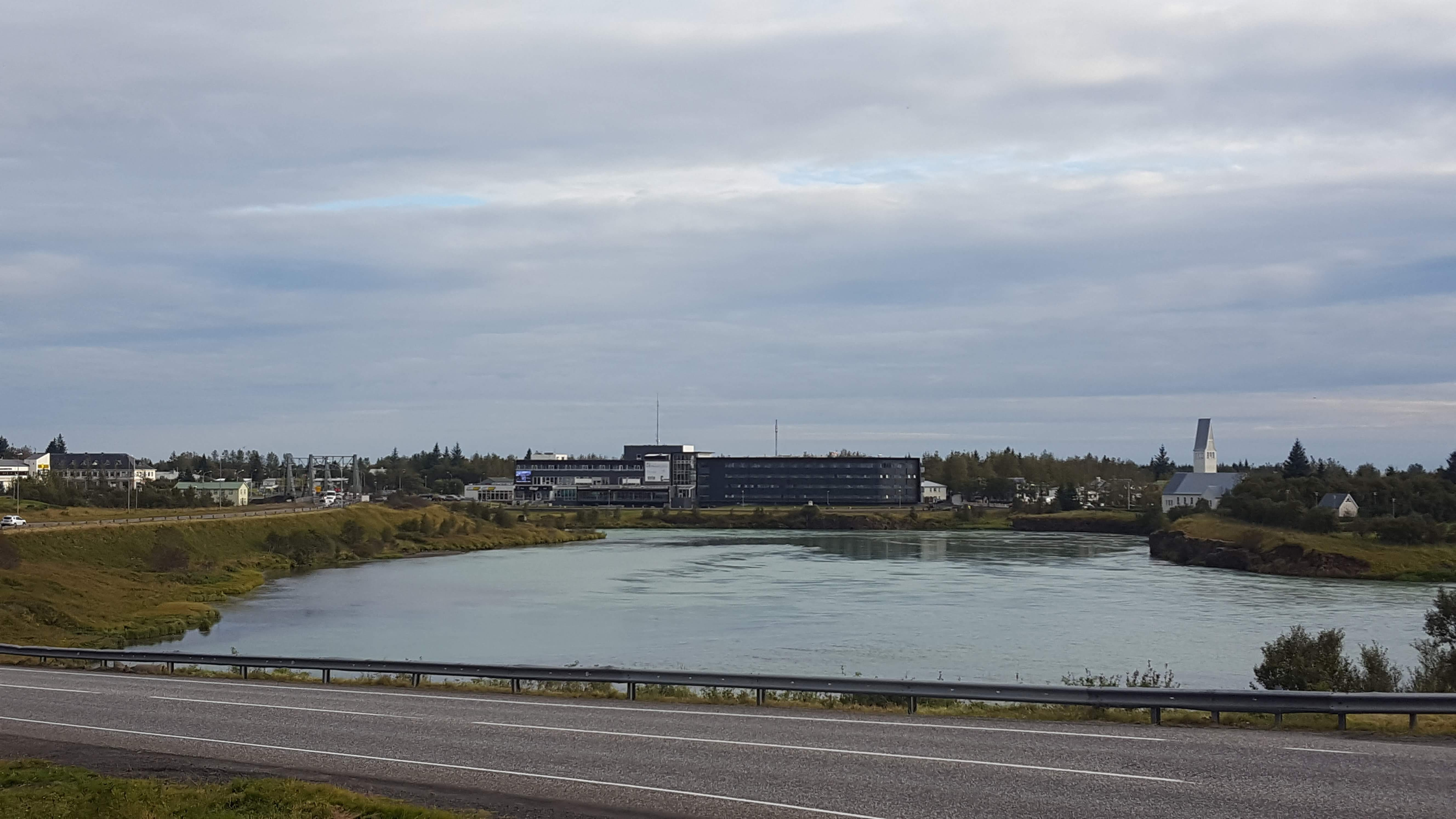
塞尔福斯景象

塞尔福斯是冰岛南部区阿堡市镇的城镇，为南部区首府及阿堡市镇的行政中心。城区跨奥富萨河两岸，面积2平方公里，人口约6300人。